# A végrehajtó (film, 2022)
A végrehajtó (eredeti cím: The Enforcer) 2022-ben bemutatott amerikai akcióthriller Richard Hughes rendezésében. A főbb szerepekben Antonio Banderas, Kate Bosworth és Mojean Aria látható.
Az Amerikai Egyesült Államokban 2022. szeptember 8-án mutatták be a mozikban.

## Cselekmény
A börtönből frissen szabadult miami maffiavezér, Cuda újra főnökének, Estelle-nek dolgozik, aki most egy társával, a lelkes illegális harcos Stray-vel állította össze. Miután Cudának nem sikerült helyreállítania a kapcsolatot lányával és annak volt barátnőjével, apai szeretetét egy kiskorú szökevény, Billie felé fordítja, akit hamarosan elrabol és szexrabszolgává tesz egy földalatti hálózat, amelyről kiderül, közel áll a feletteséhez. Ettől kezdve kész bármit megtenni a lány megmentéséért, még akkor is, ha ez azt jelenti, hogy szembe kell szállnia Estelle-lel.

## Szereplők
| Szerep       | Színész               | Magyar hang     |
| ------------ | --------------------- | --------------- |
| Cuda         | Antonio Banderas      | Kőszegi Ákos    |
| Estelle      | Kate Bosworth         | Solecki Janka   |
| Stray        | Mojean Aria           | Renácz Zoltán   |
| Lexus        | Alexis Ren            |                 |
| Billie       | Zolee Griggs          | Pekár Adrienn   |
| Freddie      | 2 Chainz              | Markovics Tamás |
| Doom         | Mark Smith            |                 |
| Paycheck     | Luke Bouchier         | Király Attila   |
| Joe          | Aaron Cohen           |                 |
| Medina       | Kika Georgiou         |                 |
| Ronnie Fedec | Kostas Sommer         |                 |
| Silvio       | Christos Vasilopoulos | Molnár Levente  |
| Lola         | Vivian Milkova        |                 |
| Olivia       | Natalie Burn          |                 |

### Magyar változat
- Magyar szöveg: Széplaki Éva
- Felvevő hangmérnök: Magán Olivér
- Hangmérnök és vágó: Hegyesi Ákos
- Gyártásvezető: Mészáros Szilvia
- Szinkronrendező: Berzsenyi Zoltán
- Produkciós vezető: Legény Judit

A szinkront a Laborfilm Szinkronstúdió készítette el.

## Fogadtatás
Dennis Harvey a Variety-től „stílusosnak, de felületesnek” nevezte a filmet, és dicsérte Banderas alakítását. Dustin Chase a The Daily News-tól „D-”-re értékelte a filmet, és „olcsó filmnek nevezte, amely meg sem próbálja a legtöbbet kihozni a csekély költségvetésből.” Tara McNara a Common Sense Media-tól 5-ből 2 csillagra értékelte a filmet, és azt írta, bár „semmiképpen sem egy nagyszerű film, de izgalmas beállításokkal és némi szívvel rendelkezik.”
Sumner Forbes a Film Threat-tól 5,5/10-es pontszámot adott a filmre, és azt írta, hogy „nehezen tud kiemelkedni a nyüzsgő tömegből”. Julian Roman a MovieWeb-től azt írta, a film „egy kis mélységgel felülmúlja a tipikus műfajfilmeket”.